# Claudio Bardini
Pour les articles homonymes, voir Bardini.
Claudio Bardini (né le 25 décembre 1958 à Udine) est un entraîneur italien de basket-ball.